# آپیناک
آپیناک (به فرانسوی: Apinac) یک کمون در فرانسه است که در canton of Saint-Bonnet-le-Château واقع شده‌است. آپیناک ۱۵٫۳۵ کیلومتر مربع مساحت دارد ۹۴۰ متر بالاتر از سطح دریا واقع شده‌است.گو خوردی گفتی ویکی